# Lijst van detectiveromanschrijvers
Bekende Nederlandse schrijvers van detectiveromans zijn:
- A.C. Baantjer (De Cock)
- Robert van Gulik (Rechter Tie)
- Havank (Carlier, oftewel de Schaduw)
- Janwillem van de Wetering (Grijpstra en De Gier)

Belgische auteurs:
- Pieter Aspe (hoofdinspecteur Pieter Van In)
- Georges Simenon (commissaris Maigret)

Engelse auteurs:
- Lilian Jackson Braun (verslaggever Jim Qwilleran en zijn twee siamese katten Koko en Yum Yum)
- Agatha Christie (Miss Marple, Hercule Poirot)
- Arthur Conan Doyle (Sherlock Holmes)
- Pauline Delpech (Barnabé)
- Colin Dexter (inspector Morse)
- Elizabeth George (Thomas Lynley)
- Robert Goddard
- John Harvey (Charlie Resnick)
- P.D. James (Adam Dalgliesh)
- Alexander McCall Smith (Mma Ramotswe, de eerste vrouwelijke detective uit Botswana)
- Ellis Peters pseudoniem van Edith Pargeter (broeder Cadfael)
- Edgar Allan Poe
- Ellery Queen, een pseudoniem van Frederic Dannay en Manfred B. Lee, (over de speurder Ellery Queen)
- Ian Rankin (Jack Harvey, John Rebus)
- Ruth Rendell
- Dorothy L. Sayers (Harriet Vane en Lord Peter Wimsey)
- Edgar Wallace
- Minette Walters
- Peter Robinson (Alan Banks)